# Gnathium caviceps
Gnathium caviceps är en skalbaggsart som beskrevs av Macswain 1952. Gnathium caviceps ingår i släktet Gnathium och familjen oljebaggar. Inga underarter finns listade i Catalogue of Life.